# Jan van Eyck
Jan van Eyck (Maaseick ili Maastricht, o. 1390. – Brugge, 9. srpnja 1441.) je flamanski ranorenesansni slikar. 
S bratom Hubertom oslikao čuveni gentski oltar. Zapravo Hubert je započeo ovo djelo, ali ga je 1432. završio njegov brat Jan, 10 godina nakon Hubertove smrti. Njemu pripisuju i popularizaciju tehnike uljanog slikarstva, te njeno širenje u Italiji i Europi. Uz brata Huberta, Jan je prvi slikar na europskom sjeveru koji je prevladao srednjovjekovne sheme i stvorio je novi likovni izraz realističnih tendencija. 

## Životopis i djela
Rođen vjerojatno u flamanskom gradu Maastrichtu, a o njegovom djetinjstvu i školovanju zna se veoma malo. 
Od 1420. sa svojim starijim bratom Hubertom slika  Gentski oltar. To je spektakularni oltar-poliptih koji se nalazi u crkvi sv. Bavona u Gentu. Na ovom djelu, u okviru nizozemskog slikarstva i njegove srednjovjekovne sakralne sheme, javlja se po prvi put niz novih suvremenih motiva i tema. Čitav apokaliptički prizor kao kompozicija smješten je u prirodni ambijent, u slobodan pejzaž, koji je dat minuciozno, gotovo pendantno veristički (realistično). Likovi svojim rasporedom masa, osobnim karakteriziranjem i snažnim živim bojama (koje do dan danas nisu trebale nikakvog popravka) označavaju početak nove epohe umjetnosti – renesanse.
Od 1422. Jan van Eyck je u službi nizozemskog vojvode Johanna Bavarskog u Den Haagu i kasnije Filipa Dobrog od Burgundije koji ga, posve u stilu talijanskih umjetnika renesanse, šalje u inozemstvo s posebnim misijama.  Od 1431. do smrti boravio je u Bruggeu.  Tamo radi portrete nedostiživo istančane karakterizacije. To su uglavnom figure u interijerima; likovi su ocrtani izvanredno precizno, oštro, a intimna atmosfera prostorije pokreće umjetnost niz slikara interijera i genre-motiva u 17. st. 
Takva slika je i Giovanni Arnolfini sa ženom (1434.), najveće remek-djelo svoga doba. Ovo ulje na platnu je zapravo dokument vjenčanja s potpisom slikara kao svjedoka (Johanes de Eyck fuit hic 1434). Kompozicija je statična, sve je pregledno, stvari postoje kao plastični samostalni oblici, razmješteni u zatvorenom praznom prostoru. Važno je obratiti pažnju na ogledalo u stražnjem dijelu prostorije čime je prostor zaokružen i dobiva novu dimenziju. Oblici su viđeni s druge strane i tako je umjetnik potpuno ovladao prostorom jer se i položaj s kojeg gledalac gleda sliku vidi upravo u tom ogledalu. Eyck tako sjedinjava sve oblike kao što perspektiva sjedinjava sve elemente u djelima Piero della Francesca. Sve je detaljno reproducirano s bogatim koloritom, harmoničnim i profinjenim prijelazima u tonovima. No to nije puki “isječak iz života”, već svakodnevica uzdignuta do misterija. To je postignuto u raščlanjivanju onoga što već postoji, što je isto tako vrijedno kao i talijanska sinteza stvarnog i idealnog. 
Van Eyck, kao i Majstor iz Flémallea, prikazuje predmete kao simbole: postelja kao simbol bračne vjernosti, pas - simbol povjerenja, jedna jedina svijeća koja gori u pol bijela dana kao simbol Kristov, izuveni bračni par zato što stoji na svetom tlu braka … Ovo nije “stvarnost” nego uzdizanje onoga što je vidljivo do slike vječnosti, do umjetnosti.
Među ostalim Janovim remekdjelima ističu se: Madona kancelara Rolina; Madona kanonika van der Paele i portreti Muškarac s karanfilom; Zlatar Jan van Leuw. Uporaba uljene boje omogućila mu je profinjene prijelaze u tonovima i bogata i harmonična kolorita, te bolje dočaravanje dubine prostora. 
Direktno je utjecao na slikarstvo 15. st. na sjeveru Europe i slikare Hugo van der Goesa, Pietera Christusa, Daniel Boutsa i dr. Njegov realizam dao je znatne pobude talijanskom slikarstvu.

## Vanjske poveznice
- SpeuRRsite - Bog jaganjac - Gentski oltar - Pravedni suci.
- Web Gallery of Art
- Jan van Eyck galerija na MuseumSyndicate.